# Theis Ørntoft
Theis Ørntoft (født 5. februar 1984 i Aarhus) er en dansk forfatter.

## Baggrund
Ørntoft voksede op i Søhøjlandet i nærheden af Silkeborg. Som 17-årig flyttede han til Aarhus og som 20-årig videre til København, hvor han studerede Litteraturvidenskab på Københavns Universitet. Efterfølgende gik han på Forfatterskolen fra 2007 til 2009.

## Karriere
Han debuterede i 2009 med digtsamlingen Yeahsuiten, der i 2010 indbragte ham Bodil og Jørgen Munch-Christensens Kulturlegat, Danmarks største debutantpris, og også var indstillet til Montanas Litteraturpris. I 2014 udkom hans anden digtsamling Digte 2014, der for alvor slog hans navn fast som en af de store stemmer inden for nyere dansk lyrik, og for hvilken han modtog både Michael Strunge-prisen og Det Danske Akademis Debutantpris. Den var i øvrigt nomineret til Politikens Litteraturpris og Læsernes Bogpris og indstillet til den prestigefulde amerikanske Pushcart Prize. I 2018 romandebuterede han med romanen Solar. I 2023 udkom hans anden roman Jordisk, som blev nomineret til blandt andet Nordisk Råds Litteraturpris.
Han er blevet interviewet og anmeldt adskillige gange i etablerede dagblade. I 2019 blev han optaget i Kraks Blå Bog.

## Priser
- Bodil og Jørgen Munch-Christensens Debutantpris (2009)
- Michael Strunge-prisen (2014)
- Klaus Rifbjergs debutantpris for lyrik (2016)[12]
- EU's Litteraturpris (2024)
- P.O. Enquistprisen (2024)

## Forfatterskab

### Bøger
- Ørntoft, Theis (2009). Yeahsuiten. København: Gyldendal. ISBN 978-87-02-08143-5.
- Ørntoft, Theis (2014). Digte 2014. København: Gyldendal. ISBN 978-87-02-15800-7.
- Ørntoft, Theis (2018). Solar. København: Gyldendal. ISBN 978-87-02-26145-5.
- Ørntoft, Theis (2023). Jordisk. København: Gyldendal. ISBN 978-87-02-31544-8.
- Ørntoft, Theis (2025). Habitat. København: Gyldendal. ISBN 9788702411744

### Udvalgte bidrag
- Ørntoft, Theis (2008). "Kvinden lå her også i går ...". Apparatur. 16: 131-133, 135. ISSN 1601-5576.
- Ørntoft, Theis (2009). "Digte". Trappe Tusind. 3: 72-75. ISSN 1903-461X. Arkiveret fra originalen 7. august 2019. Hentet 7. august 2019.
- Ørntoft, Theis (2010). "Første single". Bogens verden. 92 (2): 30-36. ISSN 0006-5692.
- Ørntoft, Theis (2012). "Kapitel 18; Kapitel 5; Kapitel 19". Victor B. Andersens Maskinfabrik. 37 (45): 86-94. ISSN 0901-7151.
- Ørntoft, Theis (2016). Burst. A drama on global heating (PDF). Synsmaskinen. ISBN 9788269046601.
- Ørntoft, Theis (2016). "Rejsen til Yamal". Kritik. 49 (216/217): 50-58. ISSN 0454-5354.
- Ørntoft, Theis (2017). "Burst. Et drama om global opvarmning". Monsieur Antipyrine. 3: 169-210. ISSN 2246-414X.
- Ørntoft, Theis (11. oktober 2018). "Dagene i paradis er ovre". Atlas Magasin. Hentet 7. august 2019.
- Ørntoft, Theis (10. maj 2019). "Ild". Weekendavisen. Kultur. Essay (1): 10-11, 14.
- Ørntoft, Theis (16. maj 2019). "Vand". Weekendavisen. Kultur. Essay (2): 6-8.
- Ørntoft, Theis (24. maj 2019). "Luft". Weekendavisen. Kultur. Essay (3): 6-8.
- Ørntoft, Theis (29. maj 2019). "Jord". Weekendavisen. Kultur. Essay (4): 6-8.